# Mirko Cvetković
Mirko Cvetković (serbisk: Мирко Цветковић) (født 1950 i Zaječar, Jugoslavien, nu Serbien) er en serbisk politiker og tidligere premierminister.
Han dimitterede fra Faculty of Economics som universitetet i Beograd, hvor han også fik sin MSc og PhD.
Cvetković arbejdede på Mining Institut for ti år og derefter på Economics Institute for yderligere seks år, efterfulgt af syv år på rådgivnings-og forsknings-virksomhed CES Mecon hvor han arbejdede som konsulent. I perioden 1998-2001 var han ansat som rådgiver for den økonomiske spørgsmål på Mining Institute og fra januar 2001 arbejdet som viceminister for økonomi og privatisering. Fra 2003 til 2004 var han direktør med privatiseringen agenturet og i 2005 blev han den særlige rådgiver ved CEO Intercom Consulting.
I 1980'erne var han eksteriør konsulent for Verdensbanken om en række projekter i Pakistan, Indien og Tyrkiet.
Cvetković er gift og har to børn. Han taler engelsk.